# UFC 159
UFC 159: Jones vs. Sonnen（ユーエフシー・ワンフィフティナイン：ジョーンズ・バーサス・ソネン）は、アメリカ合衆国の総合格闘技団体「UFC」の大会の一つ。2013年4月27日、ニュージャージー州ニューアークのプルデンシャル・センターで開催された。

## 大会概要
本大会ではThe Ultimate Fighter 17のコーチ対決となったジョン・ジョーンズとチェール・ソネンによるUFC世界ライトヘビー級タイトルマッチが組まれた。
アテネオリンピックレスリング銀メダリストのサラ・マクマン、キャリア9戦全勝のヤンシー・メデイロスがUFCデビュー。

### カード変更
負傷などによるカードの変更は以下の通り。
- ジミー・ヘッテス → カート・ホロボウ（第1試合）
- エリック・ペレス → ブライアン・キャラウェイ（第3試合）
- ジョー・プロクター vs. アル・アイアキンタ → 両者の負傷により中止
- ニック・カトーネ vs. ジェームス・ヘッド → カトーネの体調不良により中止

## 試合結果

### アーリープレリム
第1試合 フェザー級ワンマッチ 5分3R
○  スティーブン・サイラー vs.  カート・ホロボウ ×
3R終了 判定3-0（29-28、29-28、29-28）
第2試合 フェザー級ワンマッチ 5分3R
○  コーディ・マッケンジー vs.  レオナルド・ガルシア ×
3R終了 判定3-0（29-28、30-27、30-27）

### プレリミナリーカード
第3試合 バンタム級ワンマッチ 5分3R
○  ブライアン・キャラウェイ vs.  ジョニー・ベッドフォード ×
3R 4:44 ギロチンチョーク
第4試合 女子バンタム級ワンマッチ 5分3R
○  サラ・マクマン vs.  シェイラ・ガフ ×
1R 4:06 TKO（パウンド）
第5試合 ライトヘビー級ワンマッチ 5分3R
○  オヴィンス・サンプルー vs.  ジャン・ヴィランテ ×
3R 0:33 負傷判定2-0（30-28、30-27、29-29）
※サンプルーの偶発的なサミングによりヴィランテが試合続行不能となったため。
第6試合 ライト級ワンマッチ 5分3R
○  ルスタム・ハビロフ vs.  ヤンシー・メデイロス ×
1R 2:32 TKO（親指の負傷）

### メインカード
第7試合 ライト級ワンマッチ 5分3R
○  パット・ヒーリー vs.  ジム・ミラー ×
3R 4:02 リアネイキドチョーク
※ヒーリーの薬物検査失格によりノーコンテスト。
第8試合 ライトヘビー級ワンマッチ 5分3R
○  フィル・デイヴィス vs.  ヴィニシウス・マガリャエス ×
3R終了 判定3-0（30-27、30-27、29-28）
第9試合 ヘビー級ワンマッチ 5分3R
○  ロイ・ネルソン vs.  シーク・コンゴ ×
1R 2:03 KO（右フック→パウンド）
第10試合 ミドル級ワンマッチ 5分3R
○  マイケル・ビスピン vs.  アラン・ベルチャー ×
3R 4:31 負傷判定3-0（30-27、30-27、29-28）
※ビスピンの偶発的なサミングによりベルチャーが試合続行不能となったため。
第11試合 UFC世界ライトヘビー級タイトルマッチ 5分5R
○  ジョン・ジョーンズ vs.  チェール・ソネン ×
1R 4:33 TKO（パウンド）
※ジョーンズが5度目の防衛に成功。

### 各賞
ファイト・オブ・ザ・ナイト： パット・ヒーリー vs. ジム・ミラー
ノックアウト・オブ・ザ・ナイト： ロイ・ネルソン
サブミッション・オブ・ザ・ナイト： ブライアン・キャラウェイ
各選手にはボーナスとして6万5,000ドルが支給された。
※当初はパット・ヒーリーがファイト・オブ・ザ・ナイトとサブミッション・オブ・ザ・ナイトをダブル受賞していたが、薬物検査失格によりボーナスが取り消しとなった。